# Hemiunu
Hemiunu (cap a 2570 aC) va ser un funcionari reial de l'antic Egipte i s'ha especulat que podria ser l'arquitecte de la Gran Piràmide de Guiza (o Ghiza), però no hi ha registre que tingués aquest càrrec. Era fill del Príncep Nefermaat i de la seva esposa Itet, era un net de Sneferu i emparentat amb Khufu, el faraó de l'Antic Regne. Hemiunu tenia tres germanes i molts germans. Com a visir va succeir Kanefer, oncle seu, i al seu pare Nefermaat. La seva tomba és prop de la piràmide de Khufu, i conté relleus amb la seva imatge. Algunes pedres de la seva mastaba estan marcades amb dades que es refereixen al regne de Khufu. La seva estàtua, d'un inusual realisme, es va trobar gairebé intacta i es conserva al Roemer und Pelizaeus Museum de Hildesheim (Alemanya), on va ser restaurada.